# Lev Leopoldoff
Lev Leopoldoff (Saratov, agosto 1898 – Parigi, 1957) è stato un ingegnere e militare russo, emigrato in Francia dopo la fine della guerra civile si dedicò alla progettazione di un aereo da turismo e addestramento, designato  L.3 Colibri prodotto in grande serie.

## Biografia

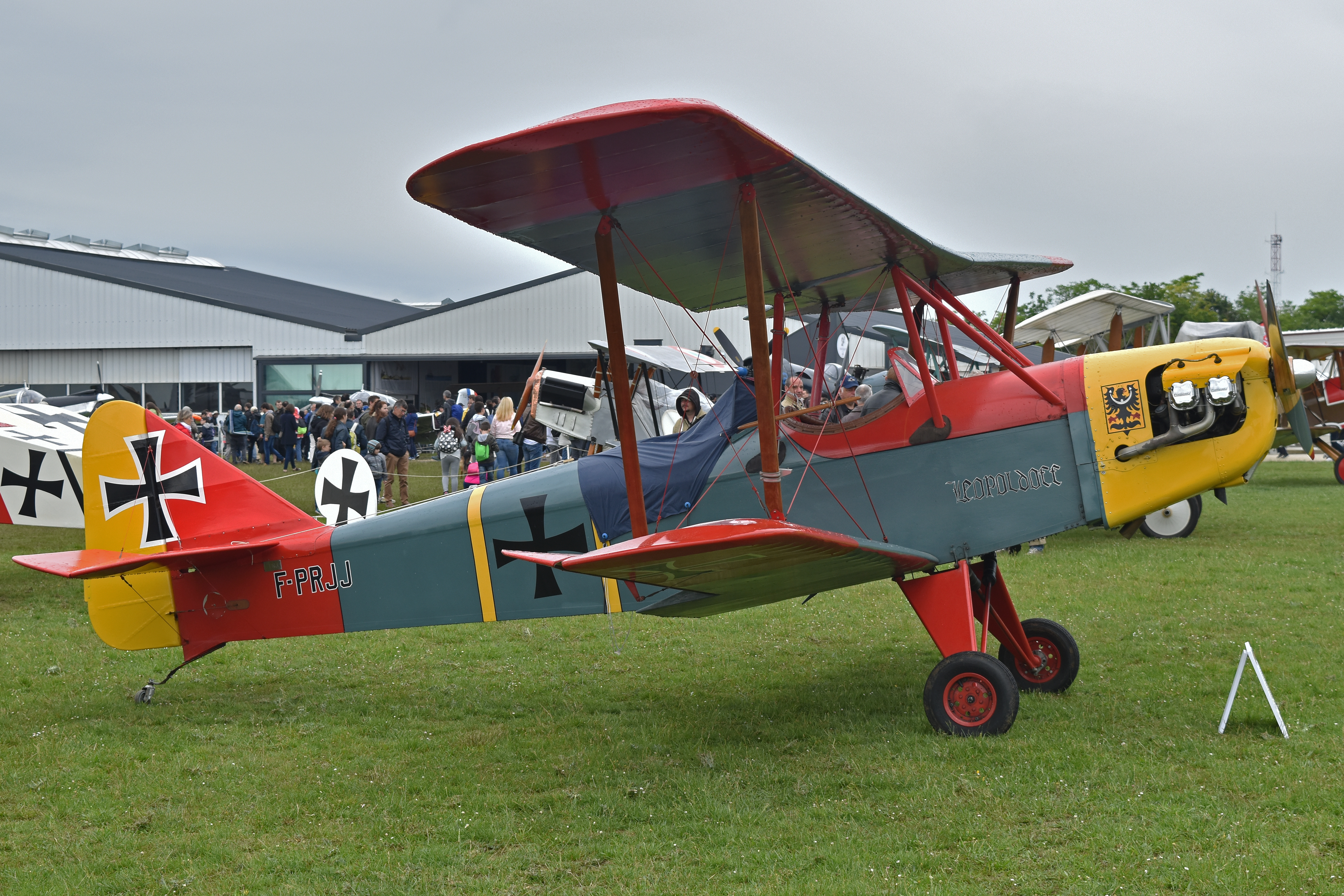
Il Leopoldoff L 55 fotografato sull'aerodromo di Cerny-La-Ferté-Alais, a Cerny, Francia, il 9 giugno 2019.

Nacque a Saratov una città sulle rive del Volga, nell'agosto del 1898 figlio di Jules, comandante della polizia cittadina e di Marie Kissilov. Crebbe all'interno di una famiglia di forti tradizioni militare, e all'età di circa dieci anni si appassionò al mondo dell'aviazione quando vide a terra un biplano Farman.
Ammiratore del lavoro di Nikolaj Egorovič Žukovskij, padre fondatore dell'aerodinamica, idrodinamica e aeronautica russa, entrò nella Scuola superiore di aeronautica a Mosca dove ottenne la laurea in ingegneria nel corso del 1918. Essendo tale scuola una organizzazione paramilitare ricevette il grado di ufficiale, e lui e gli altri allievi, sapendo guidare, furono assegnati all'esercito come comandanti e conduttori di autoblinde. Nell'autunno del 1918 entrò nei ranghi dell'Armata Bianca quando scoppiò la rivoluzione d'ottobre. Per due anni partecipò ai combattimenti tra le forze fedeli allo Zar Nicola II e le truppe rivoluzionare in tutto il sud della Russia.
Nel 1920 si trovava a Odessa, sulle rive del Mar Nero, quando infuriava una epidemia di tifo. Ammalatosi, fu curato e riuscì ad imbarcarsi su una delle ultima navi dirette a Costantinopoli, mentre l'Armata Rossa stava per attaccare la città. Rinchiuso in un campo profughi gestito dai francesi, riuscì a fuggire confondendosi tra la folla, lavorando inizialmente come autista di ambulanze, e vivendo di strani lavori si trasferì a ovest lungo le coste mediterranee del Nord Africa, arrivando infine a Tozeur, in Tunisia, e poi a Douz dove ottenne un lavoro qualificato nello sviluppo dei primi canali di irrigazione dei palmeti.
Rimase in questo paese per qualche tempo finché, nel 1923, riuscì a rintracciare la sua famiglia, che si trovava in esilio in Francia. Grazie a suo fratello Boris raggiunse il territorio metropolitano e arrivò a Parigi con pochi soldi. Come molti rifugiati russi bianchi trovò lavoro come tassista notturno, il cui reddito gli permise di acquistare un proprio mezzo. Alla fine degli anni Venti, sposò Judith Erika Nord, una ballerina di spicco al Lido e insegnante di danza della città, incontrata durante le sue corse in taxi.
Lavorando duramente acquisì, in partnership, quattro automobili e iniziò a guadagnare decentemente con la sua attività. Nel 1932 ebbe l'idea di progettare un proprio aereo, di cui disegnò un gran numero di schizzi associati a misure, calcoli e note. Non trovando aiuto per il suo progetto, o un hangar o una officina dove costruire il suo velivolo, egli usò una stanza nel suo appartamento di Vincennes per avviarne la costruzione. Il primo Leopoldoff L.3 Colibri volò per la prima volta nel settembre 1933, e i primi esemplari furono realizzati dal 1937 dalla Aucouturier-Dugoua & Cie, e poi da una propria società, la Société des Avions Leopoldoff. Prima dello scoppio della seconda guerra mondiale ne furono realizzati 33 esemplari, e la produzione fu poi ripresa al termine del conflitto, dapprima in Marocco, e poi in Francia come L-7 Colibri, raggiungendo un totale di 125 esemplari. Si spense a Parigi nel 1957.

### Annotazioni
1. ↑  Un suo avo era stato nominato cavaliere dalla regina Caterina di Russia per le prodezze compiute nella guerra contro i contro i tatari.

### Fonti
1. 1 2 3 4 5 6 7 8 9 10 11 12 13 14  Passieux.
2. 1 2 3 4  Shortfinals.